# Duell in Diablo
Duell in Diablo ist ein US-amerikanischer Western von Ralph Nelson aus dem Jahr 1965. Die Handlung basiert auf dem Roman Apache Rising von Marvin H. Albert.

## Handlung
Ellen Grange wurde über ein Jahr lang von Apachen gefangengehalten. Der Scout Jess Remsberg rettet die Frau und nimmt sie mit zu ihrem Ehemann Willard Grange nach Fort Creel. Doch dieser macht ihr Vorhaltungen, da sie sich bei der Gefangennahme nicht selbst getötet hat. Ellen verlässt das Fort in der folgenden Nacht.
Am nächsten Morgen bricht ein Trupp Rekruten unter der Führung von Leutnant McAllister nach Fort Concho auf. Remsberg begleitet die Truppe als Scout. Er ist auf der Suche nach dem Mörder seiner Frau, einer Comanche, die von einem unbekannten weißen Mann getötet und skalpiert wurde. Auch Grange, der eine Fuhre Waren nach Fort Concho bringen will, und Toller, ein schwarzer Ex-Kavallerist, der sich nun als Pferdehändler betätigt, begleiten die Soldaten.
Als Remsberg vorausreitet, um die Gegend zu erkunden, findet er Ellen in einem Apachenlager. Als er sie wieder mitnimmt, sieht er, dass sie ein Kind dabei hat. Sie erklärt ihm, dass das Kind ihr Sohn sei. Der Vater ist der Sohn des Häuptlings Chata. Als Remsberg und Ellen zur Truppe zurückkehren, stellen sie fest, dass die Apachen, von Chata angeführt, den Soldaten einen Hinterhalt gelegt haben. Es gab Tote, außerdem gehen die Wasservorräte zur Neige. Remsberg kann die Apachen überlisten und die Überlebenden zum Diablo Canyon bringen, wo es frisches Wasser gibt.
Remsberg reitet alleine zum Fort Concho, um Verstärkung zu holen. Dort erfährt er, dass der Mörder seiner Frau Willard Grange ist. Remsberg eilt der Verstärkungstruppe zum Canyon voraus. Die Apachen haben die Soldaten angegriffen, als Remsberg in den Kampf eingreift. McAllister wird getötet und Grange gefangen genommen. In der Nacht hören die Überlebenden Granges schrille Schreie, als die Apachen ihn foltern.
Als die Verstärkung eintrifft, geben die Indianer auf. Remsberg, Toller, Ellen und vier Soldaten sind die einzigen Überlebenden. Remsberg sucht nach Grange und findet ihn gefesselt an einem Wagenrad, über glühenden Kohlen hängend. Der Sterbende bittet Remsberg, ihn zu erschießen. Remsberg gibt ihm seinen Revolver und geht fort. Hinter ihm ertönt ein lauter Schuss. Die Indianer begeben sich in Gefangenschaft, Chata nimmt Abschied von seinem Enkel, mit dem Ellen sich, zusammen mit Remsberg, den Soldaten anschließt.

## Kritiken
Für das Lexikon des internationalen Films ist Duell in Diablo ein „sorgfältig inszenierter, spannender Western, der am Rande das Rassenproblem behandelt.“ Eben darin sieht jedoch Joe Hembus das Problem des Films: „Ralph Nelson bietet wieder von allem zu viel, und das meiste gerät ihm zu originell. Der Pferde-Zureiter von Sidney Poitier ist bereits so integriert, daß keiner auch nur zu bemerken scheint, daß er ein Farbiger ist, während das weiß-rote Rassenproblem so kompliziert angelegt ist, daß die Glaubwürdigkeit vollkommen auf der Strecke bleibt.“
Die Filmzeitschrift Cinema urteilt, „die Geschichte ist etwas überkonstruiert und reichlich brutal, aber auch sehr spannend.“ Das Fazit lautet: „Ungewöhnlich harter Western, stark gespielt“
Variety meint, in den Film sei genug schnelle Action hineingepackt, um die Fans dieses Genres zufriedenzustellen. Die gelungene Produktion halte die Spannung lange aufrecht, auch der Kampf sei gut inszeniert.

## Auszeichnungen
Bei der Verleihung des Laurel Award belegte Sidney Poitier in der Kategorie Action Performance den vierten Platz.

## Hintergrund
Die Uraufführung fand am 12. Mai 1966 in Salt Lake City statt. In Deutschland erschien der Film erstmals am 21. Oktober desselben Jahres. Gedreht wurde im US-Bundesstaat Utah.
Unter den Stuntmen befand sich Richard Farnsworth, der auch eine kleine Rolle als Fuhrmann spielte. Für Bibi Andersson war es die erste Rolle in einem US-Film. James Garner, der auch als Koproduzent fungierte, war zu jener Zeit bekannt für seine Titelrolle in der Westernserie Maverick.